# Håvard Tvedten
Håvard Tvedten, né le 29 juin 1978 à Flekkefjord, est un ancien joueur de handball norvégien professionnel évoluant au poste d'ailier gauche.

## Biographie
Au championnat du monde 2011, avec la Norvège, il est élu meilleur ailier gauche de la compétition.

## Palmarès

### En club
compétitions internationales
- vainqueur de la Coupe d'Europe des vainqueurs de coupe en 2009 avec BM Valladolid

compétitions nationales
- champion du Danemark en 2013

### Distinctions individuelles
- élu meilleur ailier gauche du championnat du monde 2011[2].